# Cricotopus reversus
Cricotopus reversus är en tvåvingeart som beskrevs av Hirvenoja 1973. Cricotopus reversus ingår i släktet Cricotopus och familjen fjädermyggor. Arten är reproducerande i Sverige. Inga underarter finns listade i Catalogue of Life.